# Tregajorran

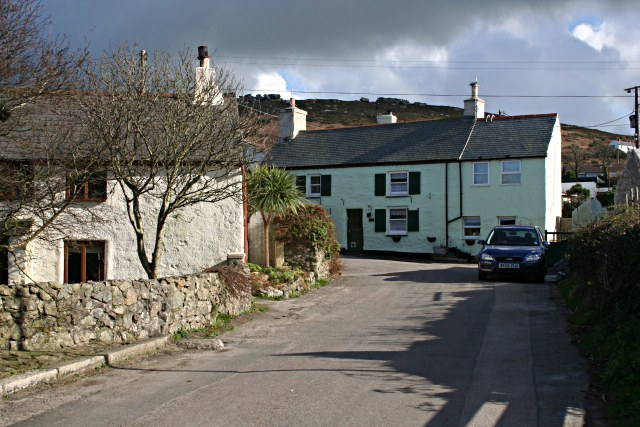
Foto de la localidad

Tregajorran es una aldea de Cornualles, Inglaterra, Reino Unido. Se encuentra a 2,5 km al sudoeste de Redruth y pertenece a la parroquia civil de Carn Brea.

## Personajes destacados
Richard Trevithick, inventor e ingeniero de minas, nació en la aldea (que entonces pertenecía a la parroquia eclesiástica de Illogan).